# Assassin's Creed (computerspelserie)
Assassin's Creed is een serie computerspellen, aangevuld met tientallen romans, strips en films. Het eerste deel in de serie was Assassin's Creed uit 2007. De spellen zijn voornamelijk ontwikkeld door Ubisoft Montreal en uitgegeven door Ubisoft.
De spellen spelen zich af in een fictieve geschiedenis bestaande uit gebeurtenissen uit de echte wereld en volgen de eeuwenoude strijd tussen de Orde van de Assassijnen, die vechten voor vrede en het recht op zelfbeschikking, en de Ridderorde van de Tempeliers, die vrede willen bereiken door het scheppen van orde en controle.
Anno 2020 zijn er meer dan 150 miljoen Assassin's Creed-spellen verkocht.

## Algemeen
De Assassin's Creed-spellen draaien vooral rond de rivaliteit tussen twee oude, geheime genootschappen: de Assassijnen en de Tempeliers. Hun indirecte relatie tot een oud ras dat dateert van voor de mensheid speelt ook een grote rol. Diens samenleving werd samen met een groot deel van de biosfeer van de aarde vernietigd door een gigantische zonnestorm. Het gedeelte van de spellen dat zich in de moderne tijd afspeelt, begint in het jaar 2012. Desmond Miles speelt hierin de hoofdrol. Hij is op dat moment een barman en een afstammeling van een aantal prominente Assassijnen. Hoewel hij werd opgevoed als Assassijn, verliet hij zijn nomadische familie om een gebruikelijkere levensstijl te gaan volgen. In eerste instantie werd hij ontvoerd door de megacorporation Abstergo Industries, oftewel de hedendaagse Tempeliers, die zich bewust zijn van Desmonds afkomst. Desmond wordt gedwongen om de "Animus" te gebruiken. De Animus is een apparaat dat hem in staat stelt zijn "voorouderlijke herinneringen" te ervaren. Abstergo probeert de locatie van een aantal artefacten, genaamd de "delen van het paradijs", te achterhalen. De artefacten bevatten grote krachten, waarmee de mensheid beheerst kan worden. Daarnaast ontmoet Desmond een klein team hedendaagse Assassijnen. Hij stemt ermee in met hen samen te werken. Desmond maakt gebruik van hun versie van de Animus (de Animus 2.0) om verder te gaan met het ervaren van de herinneringen van zijn voorouders, zodat ze de locaties van aanvullende delen van het paradijs kunnen vinden. Hierdoor kunnen ze deze eerder terugvinden dan Abstergo. Terwijl hij deze herinneringen ervaart, worden een aantal vaardigheden genetisch naar Desmond gelekt. Dit wordt het overname-effect genoemd. Hierdoor doet hij een aantal vaardigheden van zijn voorouders op. Hij moet echter wel leren leven met het feit dat hij meerdere reeksen herinneringen en persoonlijkheden in zijn hoofd heeft zitten.
Binnen de Animus verkent Desmond de herinneringen van een aantal Assassijnen, onder wie Altaïr Ibn-La'Ahad, een aanvankelijk onteerde Assassijn die werkt om zichzelf te verlossen tijdens de Derde Kruistocht, Ezio Auditore da Firenze, een Italiaanse Assassijn aan het einde van de 15e en het begin van de 16e eeuw van de Italiaanse renaissance, en Ratohnhaké:ton, ook wel bekend als Connor, een half-Mohawk, half-Britse Assassijn tijdens de Amerikaanse Revolutie. Gedurende deze gebeurtenissen ontdekt Desmond toespelingen op het profetische einde van de wereld in 2012 van een voormalig proefpersoon van de Animus, genaamd proefpersoon 16. De gebeurtenis blijkt een herhaling te zijn van de ramp die de eerste beschaving uitroeide. Hij ontdekt dat met behulp van zijn herinneringen de aarde de tweede storm kan overleven. Tijdens zijn ervaringen wordt Desmond geholpen door holografische projecties van drie heersers van de eerste beschaving: Jupiter, Minerva en Juno. Nadat Desmond overlijdt om het voortbestaan van de aarde te garanderen, worden zijn herinneringen, die zijn opgeslagen in cyberspace, onderzocht door Abstergo, dat een nieuwe proefpersoon aanneemt om de Animus te gebruiken. De nieuwe proefpersoon herbeleeft de herinneringen van Edward Kenway, grootvader van Ratohnhaké:ton en een kaper/piraat tijdens de gouden eeuw van de piraterij en Shay Patrick Cormac, een Tempelier tijdens de Zevenjarige Oorlog. Weer een ander proefpersoon kruipt in de huid van Arno Dorian, een Assassijn tijdens de Franse Revolutie, en Jacob en Evie Frye, broer en zus in het industriële Engeland van de negentiende eeuw.

## Gameplay
De hoofdspellen worden tot en met Assassin's Creed III gespeeld door de ogen van Desmond Miles, maar tijdens het grootste deel van de spellen ervaart Desmond de herinneringen van zijn voorouders door middel van een geavanceerd apparaat, genaamd de Animus. De Animus biedt een diëgetische interface, die bijvoorbeeld de gezondheid, uitrusting en doelen van Desmonds voorouder tonen. Met behulp van de Animus kan de speler de Assassijn besturen om de synchronisatie tussen Desmond en de herinneringen van zijn voorouder te behouden. Als de speler handelingen uitvoert die tegen de normen en waarden van de Assassijnen ingaan of overlijdt, wordt de synchronisatie verbroken. Hierdoor wordt de speler gedwongen om bij een vorig controlepunt opnieuw te beginnen. Verder kan de speler niet in gebieden komen waar de Assassijn nooit is geweest.
Als de speler met een personage speelt, worden de spellen normaal gesproken gepresenteerd als derde persoon in een open wereld, gebaseerd op stealth en parkour. De spellen maken gebruik van een missiestructuur om het hoofdverhaal te kunnen volgen, waarin de speler over het algemeen een belangrijk persoon moet vermoorden of een geheime missie moet voltooien. Daarnaast zijn er in de hoofspellen een aantal zijmissies beschikbaar, zoals het in kaart brengen van grote steden vanaf een hoge plek, gevolgd door het uitvoeren van een "dodensprong" waarna de Assassijn in een hooiberg landt, het verzamelen van schatten die door de steden verborgen zijn, het verkennen van ruïnes voor relikwieën, het opbouwen van een broederschap bestaande uit Assassijnen om andere taken uit te voeren, of het financieren van de wederopbouw van een stad door winkels en andere voorzieningen aan te kopen en te verbeteren. Op bepaalde momenten kan de speler Desmond direct besturen, die met behulp van de Animus bepaalde vaardigheden heeft geleerd door het overname-effect. Daarnaast kan hij hierdoor ook gebruikmaken van het arendsoog, dat vrienden, vijanden en moorddoelwitten scheidt door ze in verschillende kleuren te verlichten. Via de interface van de Animus kan de speler een missie opnieuw spelen. In Assassin's Creed: Brotherhood bereikt de speler bijvoorbeeld betere synchronisatieresultaten door de missie op een bepaalde wijze uit te voeren, bijvoorbeeld door alleen het doelwit van de missie te doden.
De spellen gebruiken het concept van "opvallende" en "onopvallende" acties. "Opvallende" acties zijn acties zoals rennen, het beklimmen van gebouwen, of het springen over daken, waarbij de kans groter is dat de aandacht van nabije wachters wordt getrokken. Wanneer de wachters worden gealarmeerd, moet de speler tegen hen vechten of uit hun gezichtsveld ontsnappen en een schuilplaats zoeken, zoals een hooiberg of een put, en wachten totdat de wachters het opgeven. Het gevechtssysteem maakt gebruik van een aantal unieke wapens, pantsers en acties, waaronder een verborgen mes dat bevestigd is aan de onderkant van de arm van een Assassijn. Dit mes kan ook worden gebruikt om doelwitten geruisloos te vermoorden.

## Spellen

### Hoofdserie
| Jaar | Titel                           | Platform(s)                                                                       | Ontwikkelaar(s)           |
| ---- | ------------------------------- | --------------------------------------------------------------------------------- | ------------------------- |
| 2007 | Assassin's Creed                | PlayStation 3, Xbox 360, Windows                                                  | Ubisoft Montreal          |
| 2009 | Assassin's Creed II             | PlayStation 3, PlayStation 4, Xbox 360, Xbox One, OS X, Windows, OnLive           | Ubisoft Montreal          |
| 2010 | Assassin's Creed: Brotherhood   | PlayStation 3, PlayStation 4, Xbox 360, Xbox One, OS X, Windows, OnLive           | Ubisoft Montreal          |
| 2011 | Assassin's Creed: Revelations   | PlayStation 3, PlayStation 4, Xbox 360, Xbox One, Windows, Android, OnLive        | Ubisoft Montreal          |
| 2012 | Assassin's Creed III            | PlayStation 3, PlayStation 4, Wii U, Windows, Xbox 360, Xbox One, Nintendo Switch | Ubisoft Montreal          |
| 2013 | Assassin's Creed IV: Black Flag | PlayStation 3, PlayStation 4, Wii U, Windows, Xbox 360, Xbox One, Nintendo Switch | Ubisoft Montreal          |
| 2014 | Assassin's Creed Rogue          | PlayStation 3, Playstation 4, Windows, Xbox 360, Xbox One, Nintendo Switch        | Ubisoft Sofia             |
| 2014 | Assassin's Creed Unity          | PlayStation 4, Windows, Xbox One                                                  | Ubisoft Montreal          |
| 2015 | Assassin's Creed Syndicate      | PlayStation 4, Windows, Xbox One                                                  | Ubisoft Quebec            |
| 2017 | Assassin's Creed Origins        | PlayStation 4, Windows, Xbox One                                                  | Ubisoft, Ubisoft Montreal |
| 2018 | Assassin's Creed Odyssey        | PlayStation 4, Windows, Xbox One, Stadia                                          | Ubisoft Quebec            |
| 2020 | Assassin's Creed Valhalla       | PlayStation 4, PlayStation 5, Xbox One, Xbox Series, Stadia, Windows              | Ubisoft Montreal          |
| 2023 | Assassin's Creed Mirage         | PlayStation 4, PlayStation 5, Xbox One, Xbox Series, Windows                      | Ubisoft Bordeaux          |
| 2025 | Assassin's Creed Shadows        | PlayStation 5, Xbox Series, Windows, macOS, iPadOS                                | Ubisoft Quebec            |

### Overige spellen
| Jaar | Titel                                     | Platform(s)                                                                                  | Ontwikkelaar(s)                    |
| ---- | ----------------------------------------- | -------------------------------------------------------------------------------------------- | ---------------------------------- |
| 2008 | Assassin's Creed: Altaïr's Chronicles     | Nintendo DS, Android, iOS, Symbian, webOS, Windows Phone                                     | Gameloft                           |
| 2009 | Assassin's Creed: Bloodlines              | PlayStation Portable                                                                         | Ubisoft Montreal, Griptonite Games |
| 2009 | Assassin's Creed II: Discovery            | Nintendo DS, iOS                                                                             | Ubisoft Montreal, Griptonite Games |
| 2010 | Assassin's Creed: Project Legacy          | Facebook                                                                                     | Ubisoft Montreal                   |
| 2011 | Assassin's Creed: Multiplayer Rearmed     | iOS                                                                                          |                                    |
| 2011 | Assassin's Creed: Recollection            | iOS                                                                                          |                                    |
| 2012 | Assassin's Creed III: Liberation          | PlayStation 3, PlayStation 4, PlayStation Vita, Windows, Xbox 360, Xbox One, Nintendo Switch | Ubisoft Sofia                      |
| *    | Assassin's Creed: Utopia                  | Android, iOS                                                                                 |                                    |
| 2013 | Assassin's Creed: Pirates                 | iOS, Android, Windows 8, Windows Phone                                                       | Ubisoft Paris                      |
| 2015 | Assassin's Creed Chronicles: China        | PlayStation 4, PlayStation Vita, Windows, Xbox One                                           | Ubisoft, Climax Studios            |
| 2016 | Assassin's Creed Identity                 | Android, iOS                                                                                 | Blue Byte                          |
| 2016 | Assassin's Creed Chronicles: India        | PlayStation 4, PlayStation Vita , Windows, Xbox One                                          | Ubisoft, Climax Studios            |
| 2016 | Assassin's Creed Chronicles: Russia       | PlayStation 4, PlayStation Vita , Windows, Xbox One                                          | Ubisoft, Climax Studios            |
| 2017 | Assassin's Creed Unity: Arno's Chronicles | Android                                                                                      |                                    |
| 2018 | Assassin's Creed Rebellion                | Android, iOS                                                                                 | Behaviour Interactive              |

## Boeken en comics
De Assassin's Creed-serie is door de jaren heen uitgebreid met tientallen boeken en comics. Sommige boeken, zoals Renaissance, Broederschap en De Duistere Kruistocht, zijn rechtstreeks gebaseerd op de spellen. Andere boeken vertellen originele verhalen binnen het universum. De stripboeken vertellen allemaal originele verhalen binnen het universum. Via deze extra media heeft de serie ook andere tijdperken verkend die (nog) niet in de games aan bod zijn gekomen, waaronder de Romeinse Tijd, de Tweede Wereldoorlog en de Vietnamoorlog.

## Films
Al ten tijde van de release van Assassin's Creed II experimenteerde Ubisoft met films gebaseerd op Assassin's Creed. Zo bracht Ubisoft in 2009 de korte film Assassin's Creed: Lineage uit, die diende als prequel op de game Assassin's Creed II. Later verschenen ook enkele animatiefilms gebaseerd op de games, gevolgd door een volwaardige film in 2016.

## Concerten
De Assassin's Creed serie heeft in haar bestaan ook twee concert tours op haar naam staan. De eerste tour werd in 2019 gehouden onder de naam Assassin's Creed Symphony. Door de komst van het COVID-19 virus moest deze tour vroegtijdig worden geannuleerd. In december 2021 werd er bekend gemaakt dat Ubisoft een nieuwe tour gepland heeft staan rondom Assassin's Creed onder de naam: Assassin’s Creed Symphonic Adventure. Deze wereldpremière staat gepland op 29 oktober 2022 in de La Grand Rex (Parijs - Frankrijk).